# Kalfün
Kalfün fut le premier émir de Bari durant le contrôle par les Arabes de cette cité des Pouilles. Khalfün vient de l'émirat aghlabide au nord de l'Afrique.
En 847, ce commandant d'origine berbère mena les forces arabes pour la conquête de la ville de Bari et se nomma lui-même émir de la cité. Par la suite, il tenta de s'emparer de Raguse mais fut repoussé par les Byzantins.